# Pisarovina
Pisarovina es un municipio de Croacia en el condado de Zagreb.

## Geografía
Se encuentra a una altitud de 126 m s. n. m. a 31,3 km de la capital nacional, Zagreb.

## Demografía
En el censo 2011, el total de población del municipio fue de 3788 habitantes, distribuidos en las siguientes localidades:
- Bratina - 703
- Bregana Pisarovinska - 251
- Donja Kupčina - 1 004
- Dvoranci - 191
- Gorica Jamnička - 116
- Gradec Pokupski - 135
- Jamnica Pisarovinska - 55
- Lijevo Sredičko - 202
- Lučelnica - 290
- Pisarovina - 458
- Podgorje Jamničko - 12
- Selsko Brdo - 108
- Topolovec Pisarovinski - 61
- Velika Jamnička - 202